# Delta 99
Delta 99 es una serie de historieta de ciencia ficción ideada por Josep Toutain y desarrollada desde 1967 a 1968 por los guionistas Jesús Flores Thies y Víctor Mora y los dibujantes Carlos Giménez, Adolfo Usero, Manel Ferrer y Josép Mascaró, para la agencia Selecciones Ilustradas, que la distribuyó en multitud de países. En España hubo también un tebeo homónimo con el mismo título.
Este personaje se puede considerar como el antecesor de Dani Futuro, también obra de Giménez.

## Creación y trayectoria editorial
La serie constituyó una iniciativa editorial de Toutain con destino al mercado exterior, del que se encargaría el grupo de autores conocido posteriormente como Grupo de La Floresta. 
El mismo Toutain colaboró usando el seudónimo "Roger" con Jesús Flores Thies en los guiones iniciales, dibujados por Carlos Giménez. Tras una decena de episodios, los guiones fueron escritos por Victor Mora y los dibujos realizados por Alfonso Usero, Manel Ferrer y Collado, hasta la extinción de la serie.
En España, Delta 99 comenzó su publicación en el año 1968 en el seno de Iberomundial de Ediciones, con el formato de novela gráfica, que era el asociado en aquella época a las publicaciones para adultos, con el objeto de diferenciarlas de los tebeos infantiles y otras publicaciones juveniles. Cada ejemplar, en formato de 210 mm x 155 mm, contenía dos episodios, uno de Delta 99 y otro de 5 x Infinito. Como dato curioso diremos que aunque la serie llevaba el nombre de Delta 99, el título del cuadernillo que figuraba en la portada solía ser el del episodio de 5 x Infinito y no el de Delta. Destacó en su época por la calidad de sus dibujos, en comparación con lo que era habitual en el mercado del tebeo infantil y juvenil. 
En Argentina fue publicado dentro de la revista D'artagnan.
En 1972 Buru Lan la incluyó en los números 25 a 60 de la colección de fascículos "Drácula" , cuyos primeros fascículos estaban dedicados a 5 x Infinito. La edición se hizo a gran tamaño (300 mm x 230 mm), en color y retocando viñetas (e incluso guiones), como era costumbre en su política editorial.
En México como Delta 99, Agente Interplanetario (12 números con las portadas de Ibero Mundial) por Editora de Periódicos La Prensa S.C.L..
En Nueva Zelanda se editó un número de 52 páginas como Delta 99, Agent from outer space por Robins Comics.
En 2007 Glénat, dentro de su serie dedicada a Carlos Giménez, la reeditó respetando el formato de novela gráfica y el blanco y negro. Es un volumen integral que recoge las primeras 10 aventuras, y además incorpora dibujos inéditos de Carlos y dos artículos editoriales que analizan múltiples detalles de la serie y sus autores. Resulta ilustrativo comparar los ejemplares publicados inicialmente:
- En la página 11 de la edición de Glenat, una viñeta que ocupa 2/3 de la plancha perteneciente a la aventura Nunca en la Niebla presenta a varias mujeres en una actitud más o menos hedonista, y con una cantidad de ropa bastante escasa. Como consecuencia de la censura, la imagen publicada en 1969 presentaba a todos estos personajes recatadamente cubiertos de los pies a la cabeza, como era de rigor en esos momentos. Incluso se hizo desaparecer a una de las féminas que estaba haciendo un masaje a la Esfinge en la zona clavicular. Los pies de la esfinge que descansaban sobre el pecho de una de sus sirvientas, lo hacía en los años sesenta sobre un pudoroso cojín que cubría las formas de la fémina. El esplendor real de las imágenes tal y como fueron concebidas se aprecia en la reedición actual de Glenat.
- Siguiendo con la comparación de los episodios iniciales, citaremos a modo de ejemplo el ya referido de Nunca en la niebla: en la serie inicial de Ibero Mundial lleva el número 9 y es el 10 de Glenat. Además, en la primera página de dibujos, Ibero Mundial atribuye el guion a Roger, y Glenat (en la página de títulos, a modo de portadilla previa a la primera de los dibujos de la aventura) a Mora

## Argumento y personajes
En principio estaba encuadrada en el campo de la ciencia ficción: una "confederación de Planetas de las tres Galaxias", envía a la Tierra a uno de sus agentes (Delta 99) para eliminar las consecuencias del progreso (tecnológico y nuclear) que pudieran poner en peligro la seguridad de la propia tierra y de otros planetas. Para ello, primero debe luchar contra una alienígena, Peligro 1, que ha tomado la Tierra como base de operaciones para luchar contra la confederación. Luego, una vez conjurado este peligro, la serie cambia de orientación y Delta dedica sus esfuerzos a luchar contra las formas más clásicas del crimen en nuestro planeta (gánsters, traficantes, pandilleros, etc.).
El personaje central es el extraterrestre que da nombre a la serie: Delta 99. En sus idas y venidas luchando contra el mal se verá asistido, paradoja aparente, por una pirata oriental que responde al nombre de Lu, y que pone a disposición de Delta su junco y su tripulación. La colaboración es muy eficaz, y son numerosas ocasiones en que le sacan las castañas del fuego a Delta.
La contrapartida son los "malos", galería variada y exótica que incluye a la ya referida Peligro 1; una Central del crimen encargada de organizar asesinatos por encargo; zombis; la Esfinge y su sicario Goro; una organización de mujeres piratas cuya sede radica en una isla del Caribe, y otros muchos.

## Valoración
Antonio Segarra, en un artículo inédito fechado en 1971, la considera una serie simplemente correcta, en la que destaca el dibujo sobre el guion, sobre todo en dos aspectos:
- La inserción de elementos oníricos en el desarrollo de la acción.
- La resolución de las luchas "al estilo de rápidos flashes cinematográficos (para lo cual se ha prescindido de la separación o encuadre de viñetas,"[3] aunque sólo en los primeros números.

El teórico no deja de señalar, sin embargo, una serie de defectos gráficos:
- El exceso de rotulado explicativo.
- La homogeneidad física de los protagonistas femeninos.

Más duro es aún con el relato, que no duda en calificar de retrógrado, por:
- La ausencia de diferencias de su protagonista extraterrestre con los humanos.
- La resolución de los problemas mediante el uso de la fuerza en vez de la inteligencia.